# Per-Olof Hanson
Per-Olof Hanson, född 25 maj 1918 i Västra Ryds församling, Östergötlands län, död 8 januari 1998 i Vällingby församling, Stockholms län, var en svensk politiker (folkpartist).
Han växte upp som lantbrukarbarn i Ydre i Östergötland, men blev efter studier på Socialhögskolan och yrkesverksamhet som journalist (bland annat chefredaktör på Svenska Morgonbladet) en ledande företrädare för storstadsliberalismen. Han var 1947–1950 den förste ordföranden i Sveriges liberala studentförbund. Mellan 1958 och 1964 satt han i första kammaren i riksdagen för Stockholms stads valkrets. Han var därefter fastighetsborgarråd i Stockholms stad 1964–1966, finansborgarråd 1966–1970 samt på nytt fastighetsborgarråd 1970–1979.
Tillhörde Svenska Missionsförbundet. Styrelseordförande i Gefle Dagblad och i den liberala Stiftelsen Pressorganisation. Ledamot i Presstödsnämnden.
Per-Olof Hanson är begravd på Råcksta begravningsplats.

## Utmärkelser
- Kommendör av Nordstjärneorden, 6 juni 1974.[7]